# Висконт, Константин Иосифович
Висконт, Константин Иосифович (28 февраля 1868, с. Полянгене, Литва — 1942, Москва) — русский и советский минералог и петрограф, специалист в области минералого-петрографических и физико-химических исследований минералов. Профессор кафедры минералогии физико-математического факультета МГУ, доктор геолого-минералогических наук, заслуженный деятель науки и техники РСФСР. Учитель В.В. Аршинова и И.П. Алимарина.

## Биография
Константин Иосифович Висконт родился 28 февраля (11 марта) 1868 г. в семье католического священника в с. Полянгене (Литва). Окончил немецкую классическую гимназию в г. Либава (ныне г. Лиепая) и в 1892 г. поступил на естественное отделение физико-математического факультета Императорского Московского университета. Ученик академика В.И. Вернадского. После окончания университета в 1897 г. был оставлен для подготовки к профессорскому званию на кафедре геологии, возглавляемой А.П. Павловым.
Еще студентом, в 1892 году был нанят домашним учителем к детям крупного российского фабриканта В.Ф. Аршинова. Оказал большое влияние на возникновение и развитие интереса к геологии у его сына В.В. Аршинова, ставшего в итоге крупным советским ученым-минерологом. Для совершенствования образования закончивший университет В.В. Аршинов и его бывший домашний учитель К.И. Висконт в 1904 г. отправились в Германию, в Гейдельбергский университет, для овладения методами микроскопического исследования минералов и горных пород. В лаборатории знаменитого Г. Розенбуша они проработали два года, овладев в совершенстве методиками микроскопической петрографии и кристаллооптики. По предложению В.В. Аршинова, мечтавшего создать частный научный петрографический институт, К.И. Висконт также был командирован в Вену к профессору Ф. Бекке для специализации в области петрографии.
В 1912 году К.И. Висконт начал преподавать петрографию на Московских высших женских курсах и в Коммерческом институте. В 1913 г. ездил в Канаду на 12-ю сессию Международного геологического конгресса (МГК) и вместе с В.В. Аршиновым принял участие в геологических экскурсиях по Канаде. В составе Сибирской радиевой экспедиции К.И. Висконт совершил в 1914 году поездку в Сибирь и сделал подробное описание Баргузинской долины.
В 1919 году К.И. Висконт получает звание профессора, преподает в Московском университете (I МГУ) курс петрологии и курс определения горных пород по микроскопическим признакам. Кроме того, вел в университете курсы петрологии и физико-химических основ петрологии, и в течение нескольких лет - курс полевой петрологии.
Был ближайшим помощником В.В. Аршинова по созданию частного института "Литогеа", в котором с 1910 по 1920 год работал по совместительству. С 1920 по 1944 год был в штате "Литогеа" (с 1935 года Всесоюзный институт минерального сырья (ВИМС) заведующим лабораторией силикатного анализа минералов и горных пород, затем заведующим сектором, заместителем директора по научной работе. Кроме того, в ВИМС он заведовал петрохимической лабораторией, впоследствии преобразованной в лабораторию экспериментальной минералогии.

## Деятельность
Преподавал в МГУ, Институте тонкой химической технологии, Московской горной академии (до 1930 года), Московском геологоразведочном институте (МГРИ с 1930 года), где несколько лет возглавлял кафедру петрографии. 

В начале 1920-х гг. работал в 2-м Промышленно-экономическом техникуме им. Г.В. Плеханова, куда поступил учиться И.П. Алимарин. К.И. Висконт первым разглядел в юноше задатки серьезного ученого, позже привлек его на работу в ВИМС и в МГУ. В 1928 г. К.И. Висконт и И.П. Алимарин опубликовали статью о разработанном ими методе определения воды в слюдах - минералах, широко используемых в электротехнической промышленности. Уже став академиком АН СССР, Героем Социалистического Труда и признанным главой аналитической химии в России, И.П. Алимарин с неизменной благодарностью вспоминал своего учителя.
"Мне посчастливилось, что преподавателем химии был профессор Константин Иосифович Висконт, выпускник Московского университета. Он был геолог и петрограф и очень увлекался физической химией. В то время геологи больше занимались чисто геологическими вопросами. Висконт же стремился использовать химию и физическую химию в этой науке. Для того времени это было новшеством. Константин Иосифович и привлек меня в лабораторию. Я стал его помощником, по-теперешнему говоря, ассистентом. С тех пор всю свою жизнь я учусь и учу. Считаю: так и должна протекать жизнь ученого".
Летом 1922 г. К.И. Висконт первым обнаружил железные руды на Кольском полуострове. Вместе с коллектором Е.Е. Шашко в августе 1922 г. он провел первое исследование в Заимандровских тундрах. Ему удалось обнаружить породы основного и ультраосновного состава, магнитные аномалии и выходы на поверхность небольших железорудных пластов на горе Реутчокки в Волчьей тундре.
К.И. Висконт внес значительный вклад в развитие минерально-сырьевой базы СССР, разработал ряд направлений в исследовании химизма горных пород и минералов, дал петрохимическую характеристику пород и рудоносных образований в полях различных рудных месторождений: слюды, асбеста, пылевидного кремнезема, литографского камня, никеля, кобальта.
До конца жизни вел преподавательскую деятельность, читал лекции по петрографии, минералогии, физико-химическим основам петрологии. Скончался Константин Иосифович Висконт в Москве в 1944 г.

## Избранные труды
- Висконт К.И. Конспект органической химии : Общ. часть : По лекциям К. Висконта : Чит. ученикам VII кл. К.У. им. цесар. Алексея. - [Москва, 1907].
- Висконт К.И. Конспект органической химии : Общ. часть : По лекциям К. Висконта : Чит. ученикам VII кл. К. У. им. цесар. Алексея. - Москва : тип. т-ва И.Д. Сытина, 1909.
- Висконт К.И. О флюидальном сложении некоторых жильных пород Тургоякского гранитного штока в Златоустовском горном округе на Урале / К. Висконт. - Москва : тип. т-ва И.Н. Кушнерев и К°, 1913.
- Висконт К.И., Алимарин И.П. О новом методе определения воды в слюдах / К.И. Висконт и И.П. Алимарин. - Москва : Науч.-техн. упр. ВСНХ, 1928
- Ульянов Д.Г., Дмитрий Григорьевич, Грицаенко Г.С., Крутов Г.А., Петрова Е.А., Шишулина М.Г. Месторождения силикатно-никелевых руд Орско-Халиловского района / Д.Г. Ульянов, Г.С. Грицаенко, Г.А. Крутов, Е.А. Петрова, М.Г. Шишулина; Под ред. проф. К.И. Висконт - Москва ; Ленинград : Онти. Глав. ред. геол.-развед. и геодез. лит., 1937

## Признание
В 1941 году К.И. Висконту было присвоено звание "Заслуженный деятель науки и техники РСФСР". 